# Блумінг-Веллі (Пенсільванія)
Блумінг-Веллі (англ. Blooming Valley) — місто (англ. borough) в США, в окрузі Кроуфорд штату Пенсільванія. Населення — 344 особи (2020).

## Географія
Блумінг-Веллі розташований за координатами 41°40′28″ пн. ш. 80°2′18″ зх. д. / 41.67444° пн. ш. 80.03833° зх. д. (41.674579, -80.038287).  За даними Бюро перепису населення США в 2010 році місто мало площу 5,09 км², з яких 5,03 км² — суходіл та 0,06 км² — водойми.

## Демографія
Згідно з переписом 2010 року, у селищі мешкало 337 осіб у 138 домогосподарствах у складі 95 родин. Густота населення становила 66 осіб/км².  Було 144 помешкання (28/км²).
Расовий склад населення:
| - 99,4 % — білих - 0,3 % — чорних або афроамериканців |

До двох чи більше рас належало 0,3 %. Частка іспаномовних становила 0,3 % від усіх жителів.
За віковим діапазоном населення розподілялося таким чином: 23,7 % — особи молодші 18 років, 60,0 % — особи у віці 18—64 років, 16,3 % — особи у віці 65 років та старші. Медіана віку мешканця становила 42,0 року. На 100 осіб жіночої статі у селищі припадало 99,4 чоловіків;  на 100 жінок у віці від 18 років та старших — 96,2 чоловіків також старших 18 років.
Середній дохід на одне домашнє господарство  становив 62 553 долари США (медіана — 52 679), а середній дохід на одну сім'ю — 65 121 долар (медіана — 61 250). Медіана доходів становила 49 063 долари для чоловіків та 35 625 доларів для жінок. За межею бідності перебувало 12,7 % осіб, у тому числі 37,7 % дітей у віці до 18 років та 4,8 % осіб у віці 65 років та старших.
Цивільне працевлаштоване населення становило 172 особи. Основні галузі зайнятості: виробництво — 33,7 %, освіта, охорона здоров'я та соціальна допомога — 25,6 %, роздрібна торгівля — 7,0 %, будівництво — 5,8 %.